# Pierluigi Zerbinati
Pierluigi Zerbinati, anche noto come Pier Luigi Zerbinati (Milano, 22 agosto 1937 – 2011), è stato un comico, imitatore e cabarettista italiano.

## Biografia
Di origini milanesi e dalla presenza robusta, venne ingaggiato dalla compagnia teatrale il Bagaglino a fine anni '80, dove divenne famoso per l'imitazione di Bettino Craxi. In seguito recitò anche in diversi film, alcuni dei quali riguardanti sempre il ruolo di Craxi o di sé stesso, e in diversi spettacoli teatrali.
Durante il periodo di tangentopoli, Zerbinati, a causa della forte somiglianza, rischiò di subire delle aggressioni per essere stato scambiato per il vero Craxi. Dopo quella disavventura il vero Craxi volle conoscerlo, e a loro modo divennero amici, facendo lunghe telefonate in milanese, l'ultima in occasione del Capodanno 2000, venti giorni prima della scomparsa dell'ex Presidente del Consiglio.

## Filmografia
- I miei primi 40 anni (1987)
- Ladri si nasce (1997)
- Hammamet Village (1997)
- T'amo e t'amerò (1999)
- I banchieri di Dio - Il caso Calvi (2002)
- Arrivederci amore, ciao (2006)

## Programmi TV
- Biberon (1987-1990)
- Creme Caramel (1991-1992)
- Saluti e baci (1993)
- Bucce di banana (1994)